# Euglossa inflata
Euglossa inflata är en biart som beskrevs av Roubik 2004. Euglossa inflata ingår i släktet Euglossa, tribus orkidébin, och familjen långtungebin. Inga underarter finns listade.